# 巴塞勒·阿萨德
巴塞勒·阿萨德（阿拉伯語：باسل الأسد，1962年3月23日—1994年1月21日）是叙利亚军事和政治人物，是已故前总统哈菲兹·阿萨德的长子、前总统巴沙尔·阿萨德的长兄。他生前已被广泛认为是其父的接班人，但由于車禍意外早逝，接班人的地位传给了弟弟巴沙尔。

## 生平
巴塞勒·阿萨德生于1962年3月23日。他被培养成一名工程师，然而他选择了从军。他很快成为叙利亚共和国卫队的一名少校军官，后成为卫队的一名旅长，后来继他的叔叔里法特·阿萨德之后担任卫队司令。
自从小时候起，巴塞勒就被父亲哈菲兹·阿萨德当作一名总统继承人培养。他因为从事反腐败运动而闻名，他经常身着军服现身，显示出国家对于军队的信任。他也是叙利亚电子计算机联合会的主席。
当1991年哈菲兹·阿萨德最后一次当选总统后，在公开场合他都被叫做“阿布·巴塞勒”。执政的阿拉伯复兴社会党出版物很早就因巴塞勒的马术实力不凡而称赞他为“金色骑士”。他第一次在全国人民面前露脸是在1987年，那一次他赢得了一个地区性马术比赛的几块奖牌。他也是飙车的狂热爱好者。根据大马士革官员们的说法，巴塞勒是廉洁而诚实的。他的朋友和老师把他描述成一个有魅力的和领导才能的人。
据说巴塞勒说得一口流利的德语。生前他被介绍给欧洲和阿拉伯国家的领导人，包括沙特阿拉伯国王法赫德·本·阿卜杜勒－阿齐兹·阿勒沙特和黎巴嫩的各派领袖。他与约旦国王侯赛因·本·塔拉勒过从甚密。

## 身亡

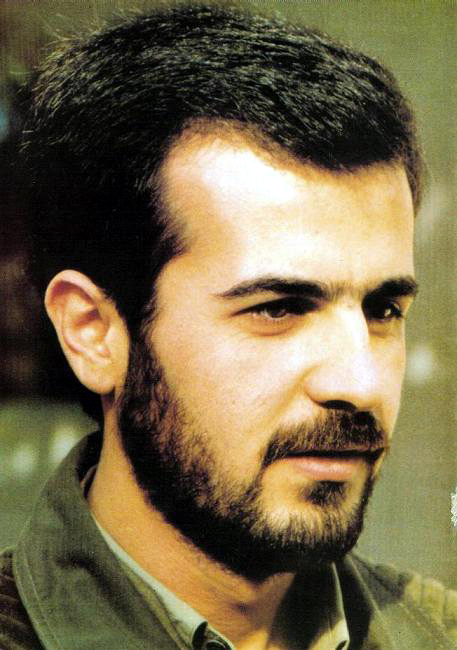
官方海报上巴塞勒的照片

1994年1月21日凌晨，他在驾驶个人的賓士车高速在雾中向大马士革国际机场行驶途中，在高速公路环形交叉口发生碰撞事故，但因伤势过重逝世。。据报道，当时他的表弟哈菲兹·马赫卢夫和他在一起，马赫卢夫在车祸中受了伤，被送往医院治疗。巴塞勒的尸体被送往大马士革大学隶属的阿萨德大学医院。

## 后事
巴塞勒死后，叙利亚全国的商店停业、学校停课、官员停工三天，豪华酒店暂停出售酒精制品以示哀悼。官方媒体称他是“国家的烈士、民族的烈士和年轻人的楷模”。许多广场和街道以他的名字命名。拉塔基亚国际机场（改名巴塞勒·阿萨德国际机场）、新建的游泳中心、许多医院、体育俱乐部和一所军事学院也以他的名字命名。很多城市都树立了他的雕像，在户外宣传画中也经常把他和他父亲与弟弟巴沙尔画在一起。他被安葬于他父亲的出生地——拉塔基亚省卡爾達哈村，陵墓规模宏大，后来他父亲哈菲茲·阿薩德于2000年死后葬于他旁边。
巴塞勒死后，正在伦敦学习眼科学的弟弟巴沙尔·阿萨德被召回国内，并为继承总统而做各种准备。哈菲兹·阿萨德于2000年6月10日因病去世，不久巴沙尔就任总统。卡萊德的海报在他父亲死后还被用来实现政权平稳过渡及他弟弟的顺利掌权，海报的口号是：“巴塞勒，榜样；巴沙尔，未来。”
2024年12月阿塞德政權垮台後，巴塞勒與父親哈菲茲的陵墓被反抗軍掘墓焚屍。